# SBS-CNBC
SBS CNBC là một kênh thời sự doanh nghiệp 24 giờ ở Hàn Quốc.

## Lịch sử
Vào 13 tháng 8 năm 2009, SBS đã giành lấy tất cả cổ phiếu của một kênh truyền hình thể thao Xports, được chia sẻ với CJ Media (70%) và IB Sports (30%). Sau một thỏa thuận hợp tác với CNBC được thiết lập vào 22 tháng 10 năm 2009, Xports đã đóng cửa và thay thế bằng SBS-CNBC vào 28 tháng 12 năm 2009. Hầu hết các chương trình được làm ở độ phân giải cao.

## Liên kết
- Trang chủ Lưu trữ ngày 11 tháng 2 năm 2010 tại Wayback Machine (tiếng Hàn)